# World Series of Boxing

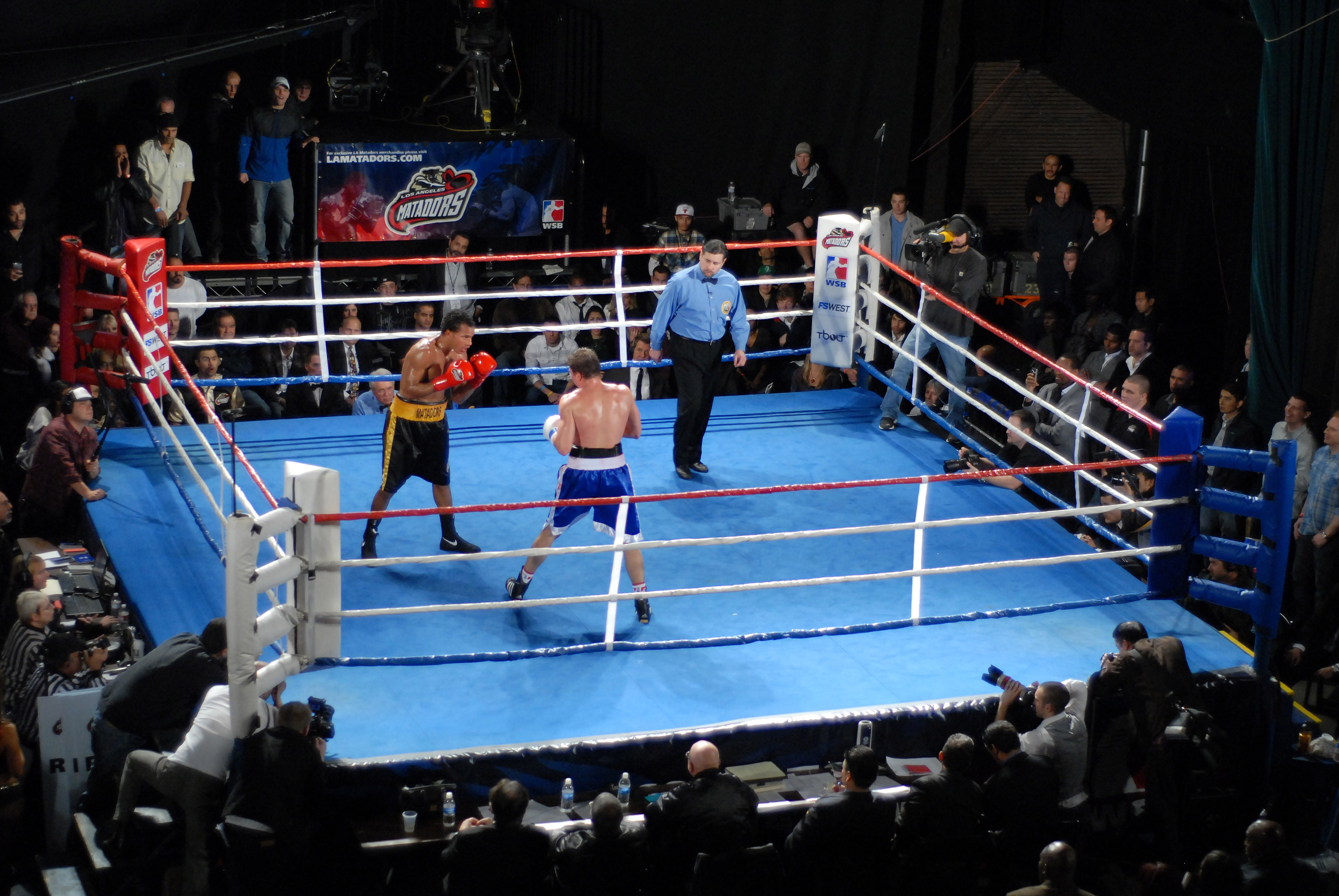
World Series Boxing - Los Angeles Matadors kontra Moscow Dynamo, Hollywood (Kalifornia), 4 grudnia 2011. Obaj amatorscy bokserzy występują bez koszulek oraz ochraniaczy na głowę.

The World Series of Boxing (skrót: WSB) – międzynarodowy konkurs bokserski dla amatorów, organizowany przez AIBA. W odróżnieniu od klasycznych walk boksu amatorskiego, zawodnicy biorący udział w World Series of Boxing występują zawsze z nagim torsem oraz nie wolno im nosić kasków ochronnych. Każdy z występujących bokserów jest sponsorowany przez jednego z wybranych sponsorów i może zarabiać pieniądze biorąc udział w walkach. Pomimo tego bokserzy występujący w WSB zachowują status amatorski i nadal kwalifikują się do uczestnictwa w igrzyskach olimpijskich. Podobnie jak w profesjonalnym boksie, każda walka jest punktowana przez trzech sędziów, po czym po podliczeniu głosów ogłasza się zwycięzcę. O rozstrzygnięciu przed czasem może zadecydować nokaut, techniczny nokaut lub walkower. Spotkanie pomiędzy drużynami z dwóch różnych krajów składa się z walk w pięciu kategoriach wagowych. Każda walka składa się z pięciu trzyminutowych rund. Rywalizację zespołową wygrywa zespół, który odnosi zwycięstwo w większości rozegranych walk.

## Kategorie wagowe
W pierwszych sezonach (do sezonu 2013/2014) walki w World Series of Boxing były rozgrywane w pięciu kategoriach wagowych: 
- kategoria ciężka (91+ kg)
- kategoria półciężka (80 - 85 kg)
- kategoria średnia (68 - 73 kg)
- kategoria lekka (57 - 61 kg)
- kategoria kogucia (50 - 54 kg)

Od sezonu 2013/2014 walki rozgrywane są w takich samych kategoriach wagowych, co w boksie amatorskim.

## Zespoły
W trzecim sezonie WSB (2012/2013) występowało 12 narodowych zespołów bokserskich, podzielonych na dwie grupy.

### Grupa A
- Algeria Desert Hawks
- Argentina Condors
- Azerbaijan Baku Fires
- Mexico Guerreros
- Hussars Poland
- Russia Boxing Team

### Grupa B
- German Eagles
- Astana Arlans Kazakhstan
- USA Knockouts
- Ukraine Otamans
- British Lionhearts
- Dolce & Gabbana Italia Thunder